# Ramban
Ramban è una città dell'India di 5.443 abitanti, capoluogo del distretto di Ramban, nel territorio del Jammu e Kashmir. In base al numero di abitanti la città rientra nella classe V (da 5.000 a 9.999 persone).

## Geografia fisica
La città è situata a 33° 15' 0 N e 75° 15' 0 E e ha un'altitudine di 1.155 m s.l.m..

## Società

### Evoluzione demografica
Al censimento del 2001 la popolazione di Ramban assommava a 5.443 persone, delle quali 3.691 maschi e 1.752 femmine. I bambini di età inferiore o uguale ai sei anni assommavano a 549, dei quali 296 maschi e 253 femmine. Infine, coloro che erano in grado di saper almeno leggere e scrivere erano 4.218, dei quali 3.186 maschi e 1.032 femmine.